# Czarnawiec kędzierzawy
Czarnawiec kędzierzawy, ptasznik kędzierzawy (Tliltocatl albopilosus) – gatunek pająka z rodziny ptasznikowatych. Ptasznik naziemny, zamieszkujący wilgotne lasy tropikalne Kostaryki i Nikaragui. Często też spotykany w innych krajach Ameryki Południowej i Środkowej: Brazylii, Panamie, Gwatemali, Wenezueli, Meksyku. Sam kopie sobie kryjówki w ziemi lub zamieszkuje opuszczone norki gryzoni.

## Opis
Dorosła samica dorasta do 7–8 cm długości ciała, samiec jest nieco mniejszy, jego długość ciała to około 6–7 cm.
W ubarwieniu dominują różne odcienie brązu, czasem szarości. Odnóża oraz odwłok pokryte są jaśniejszymi, kręconymi włoskami (stąd nazwa kędzierzawy).
Gatunek ten charakteryzuje dość szybki wzrost. Samice dożywają nieraz 20 lat. Samce umierają do 2 lat po ostatnim linieniu.
Ma łagodne usposobienie, choć zdarzają się bardziej nerwowe osobniki. W momencie zagrożenia wyczesuje włoski parzące i ucieka do gniazda. Nie jest szybkim pająkiem. Dysponuje słabym jadem. Posiada włoski typu I oraz typu III.
Gatunek objęty konwencją waszyngtońską (CITES).

## Taksonomia
Gatunek ten opisany został po raz pierwszy w 1980 roku przez Carla Valerio jako Brachypelma albopilosum. Opisu dokonano na podstawie holotypowego samca, odłowionego w Caño Rito, w kostarykańskiej prowincji Alajuela. W 2019 roku Jorge Mendoza i Oscar Francke na podstawie molekularno-morfologicznej analizy filogenetycznej przenieśli go wraz z 6 innymi gatunkami do nowo utworzonego rodzaju Tliltocatl.